# Cylelive Plus-Zannata
Cyclelive Plus-Zannata war ein belgisches Radsportteam im Frauenradsport.

## Organisation
Zur Straßenradsport-Saison 2011 wurde das Team als italienisches UCI Women’s Team unter dem Namen Kleo Ladies Team registriert. Geleitet wurde das Team von der mehrmaligen belgischen Straßenradsportmeisterin Heidi Van De Vijver und dem italienischen Exprofi Francesco Frattini. Das Team belegte in der UCI-Weltrangliste der Saison 2011 Platz 24 und erzielte keine Punkte im Rad-Weltcup der Frauen 2011.
Im Jahr 2012 übernahm Heidi Van De Vijver die alleinige sportliche Leitung des nunmehr in Belgien registrierten aber weiterhin in Forlì (Italien) ansässigen Teams, welches Grace Verbeke als bekanntesten Neuzugang verpflichtete. Die Saison schloss das Team auf Rang 24 der Weltrangliste ab.
Zum Jahr 2013 verlegte das Team seinen Sitz nach Bornem (Belgien) und wurde unter dem Namen Cylelive Plus-Zannata bei der Union Cycliste Internationale registriert. Cylelive Plus ist ein belgisches Radsportmagazin niederländischer Sprache. Zannata ist ein belgischer Radhersteller. Das Team schloss die Saison 2013 auf Rang 24 der Weltrangliste ab. Zum Ende der Saison löste sich das Team auf. Der Radausstatter Zannata unterstützt ab der Saison 2014 das niederländische Team Futurumshop.nl-Zannata, zu dem auch die sportliche Leiterin Van De Vijver und einige Fahrerinnen stießen.

## Team 2013
| Name                   | Geburtsdatum       | Nationalität       |
| ---------------------- | ------------------ | ------------------ |
| Latoya Brulee          | 9. Dezember 1988   | Belgien            |
| Lieselot Decroix       | 12. Mai 1987       | Belgien            |
| Daisy Deoorter         | 23. September 1992 | Belgien            |
| Annelies Dom           | 8. April 1986      | Belgien            |
| Elizabeth Hatch        | 3. Juni 1980       | Vereinigte Staaten |
| Marissa Otten          | 11. Juli 1989      | Niederlande        |
| Carla Ryan             | 21. September 1985 | Australien         |
| Monique Van de Ree     | 2. März 1988       | Niederlande        |
| Annelies Van Doorslaer | 15. Januar 1989    | Belgien            |
| Grace Verbeke          | 12. November 1984  | Belgien            |